# برجوازية
البُرْجُوازيَّة هي طبقة اجتماعية ظهرت في القرنين الخامس عشر والسادس عشر، تمتلك رؤوس الأموال والحرف، كما تمتلك كذلك القدرة على الإنتاج والسيطرة على المجتمع ومؤسسات الدولة للمحافظة على امتيازاتها ومكانتها بحسب نظرية كارل ماركس.
و بشكل أدق البُرجوازية هي الطبقة المسيطرة والحاكمة في المجتمع الرأسمالي، وهي طبقة غير منتجة لكن تعيش من فائض قيمة عمل العمال، حيث أن البرجوازيين هم الطبقة المسيطرة على وسائل الإنتاج، ويقسمهم لينين إلى فئات، حيث يشمل وصف البرجوازيين بالعديد من الفئات تنتهي بالبُرجوازي الصغير وهم المقاولون الصغار وأصحاب الورش. والجدير بالذكر هنا أن الطبقة البُرجوازية هي التي قامت بالثورة الفرنسية بتحالف مع طبقة العمال والفلاحين، وبعد ذلك انقلبت على مباديء الجمهورية الأولى بدعم الجيش بقيادة نابوليون بونابارت، وبالتالي سيطرت البُرجوازية على إدارة الثورة الفرنسية، بعدما استطاعت الإطاحة بطبقة النبلاء ورجال الدين الإكليروس، وتمكنت بتحالف مع الجيش بالسيطرة على الأوضاع واخماد غضب الطبقة الكادحة بعد تصدير الأزمة الداخلية والصراع إلى الخارج باحتلال الجزائر كأولى مؤشرات بداية عهد الإستعمار الأوروبي نتيجة التفوق الاقتصادي والعلمي والمعرفي والفكري والسياسي والعسكري، نظرا لتصاعد دور فئات شعبية جديدة، وتوسيع هامش الحريات والحقوق للشعوب الأوربية عامة، وتساقط أنظمة الحكم الإستبدادية التقليدية التي كانت ترتكز على الإقطاعية ونفوذ الأرستقراطية والإكليروس، وبشرت برؤى جديدة حول الحياة وآليات الحكم السياسي والاقتصادي.
الطبقة البُرجوازية هي المتحكمة في رأس المال وهذا طبقاً لتعريف كارل ماركس. أما معناها في الثقافة الفرنسية واصلها من كلمة bourg أي المدينة: السكان الذين يتمتعون بالحقوق المدنية ولهم حق العيش داخل المدن وهم أعلى شريحة في الطبقة المتوسطة ومنهم الموظف ومنهم التاجر. والبُرجوازية هي طبقة اجتماعية من ضمن طبقات كثيرة مثل طبقة النبلاء وطبقة الأرستقراطيين.

## الديمقراطية البرجوازية
هي مصطلح استعمله فلاديمير لينين ومن بعده استعمله الشيوعيون لوصف الديمقراطية السائدة في أوروبا الغربية آنذاك والولايات المتحدة الأمريكية حيث إن مصطلح الديمقراطية هي حكم عامة الناس أو بتعبير آخر حكم الشعب نفسه بنفسه وترى الدول الليبرالية أن ديمقراطيتها هي ديمقراطية شرعية في تمثيل الشعب لكن الشيوعيين يرون أن من يترشح للانتخابات البرلمانية غالباً يكون من طبقة غنية مادياً لكي يستطيع تمويل حملته الانتخابية فهو بالتالي يمثل مصالح هذه الطبقة دون غيرها أو أنه يتمول من شركات وأصحاب مال ليمثل مصالحهم ولهذا سميت الديمقراطية المطبقة في الدول الليبرالية بالديمقراطية البرجوازية. ويعتبر الشيوعيون أن الديمقراطية الإشتراكية هي التمثيل الحقيقي للشعب.

## بداية النشاط
قامت البرجوازية في مراحلها الأولى بدور ثوري تقدمي في الصراع مع النظام الإقطاعي، فتحْتَ قيادة البرجوازية صُفِّيت العلاقات الإقطاعية وإسقاط التصوّر الطبقي الإقطاعي للإنسان. وقد أسهمت البرجوازية في تطوير العلم والتكنولوجيا وفي رفع إنتاجية العمل، وحطّمت نمط الحياة الذي كان غالباً في العصور الوسطى. وبنتيجة الثورات البرجوازية الممتدة من القرن السادس عشر إلى النصف الأول من القرن التاسع عشر وصلت البرجوازية إلى السلطة السياسية وأصبحت هي الحاكمة في أغلب بلدان أوروبا الغربية وفي الولايات المتحدة الأمريكية. ومع تحوّل الرأسمالية إلى الامبريالية (أواخر القرن التاسع عشر) ثم إلى رأسمالية الدولة الاحتكارية (منذ الحرب العالمية الأولى تقريباً)، ومع دخول حكم الطبقة العاملة مسرح التاريخ تغير أثر البرجوازية في المجتمع تغيراً جذرياً، وصار نضال طبقة العمّال في مواجهة الرأسمالية مضمون المرحلة المعاصرة من تاريخ البشرية وسمتها الأساسية.

## الطبقة الوسطى
أما الاستخدام الثاني للمصطلح فينظر إلى البُرجوازية على أنها الطبقة الوسطى التي صعدت في العصور الوسطى حيث اعتمدت بالأساس على التجارة وأرباحها، لا على الأرض الزراعية، ومن ثم، ارتبطت حياتها ارتباطاً وثيقاً بأخلاقيات وأسلوب الحياة في المدينة وأصبح هذا من أهم ما يميزها عن الطبقة القديمة – طبقة الأرستقراطيين – حيث ثروتهم، وبالتالي مصدر قوتهم وسلطتهم كانت الأرض الزراعية، فكانت حياتهم مرتبطة بأخلاقيات وأسلوب الحياة في الريف وليس الحضر. ولقد أضحت طبقة البرجوازيين «الجديدة» مادة للسخرية بين المفكرين في فرنسا ابتداء من القرن السابع عشر، حيث رماها معظمهم بأنها ينقصها ذلك الطابع المميز وتلك الشخصية المستقلة، مركزين على أنها تحاول جاهدة التشبه بطبقة الأرستقراطيين رغم عدم توافر عناصر الانتماء إلى هذه الطبقة لديها، تظهر وجهة النظر هذه واضحة في كتابات موليير، لم يتوقف موليير عن العزف على وتر السخرية من الطبقة البرجوازية، ولنتذكر كتابات سارتر على سبيل المثال، إلا أنها ابتداء من القرن التاسع عشر ظهرت مجموعة من المفكرين الذين رأوا أن الطبقة البرجوازية، على العكس تماماً، فقد وقع عليها ظلم كبير لأنها لم تدرس الدراسة الدقيقة والمحايدة والمستقلة بوصفها طبقة جديدة، كان في الحديث عنها مجموعة من الانطباعات النابعة من معايير تقليدية للحكم.

## وصلات خارجية
- نص بيان الحزب الشيوعي
- مقالة تحليلية عن البُرجوازية العربية تحت عنوان:«مصطلح» البرجوازية«وإسقاطه على الطّبقات الغنية في المجتمعات العربية»